# Camignolo
Camignolo  är en ort i kommunen Monteceneri i kantonen Ticino, Schweiz. 
Camignolo var tidigare en självständig kommun, men 21 november 2010 blev Camignolo en del av nybildade kommunen Monteceneri.